# لوهيت

ولاية لوهيت

لوهيت رمزها «EL» (بالإنجليزية: Lohit) ، هو تقسيم إداري لدولة الهند تتبع ولاية أروناجل برديش (بالإنجليزية: Arunachal  Pradesh) ، مركزها هو مدينة تيزو (بالإنجليزية: Tezu) عدد سكانها حسب تعداد سنة 2001 هو 143,478 ، مساحتها 2,402 كم² وكثافة السكان 13 لكل كم² .